# André Sablé
Pour les articles homonymes, voir Sablé.
André Sablé, né le 13 décembre 1921 à Saint-Thomas-de-Courceriers, mort le 14 mai 2013 au Chesnay, est un peintre et sculpteur français.

## Biographie
Études à Paris : dessin aux Beaux Arts, peinture à l'atelier de Jean Aujame et sculpture à l'atelier Rivière.
En 1959, après s'être intéressé au visage humain, une cassure intervient dans son travail lorsqu'il travaille dans le ravin Rio Seco en Espagne.
André Sablé revendique, sous la formule de « Réalité seconde », une peinture entre figuration et abstraction, proche du paysagisme abstrait.
Organisateur du groupe « Réalité seconde » au Salon Comparaisons, au comité duquel il retrouve ses amis de l'École nationale supérieure des beaux-arts, Maurice Boitel et Jean-Pierre Alaux.
André Sablé est le créateur de très nombreuses réalisations en art monumental.
Il est mort le 14 mai 2013 au Chesnay. Ses cendres sont transférées dans sa ville natale, après des obsèques, le 23 mai 2013, au père-Lachaise.

## Art monumental à partir de 1968
- 1968 mosaïque L'Homme-Espace, 3 × 5 m, groupe scolaire La Dacterie, à Laval.
- 1969 mosaïque L'Envol, groupe scolaire Hilard, à Laval.
- 1972 deux murs lumineux en verre organique, 2 × 5 m, Les Arcades, Paris 20e.
- 1973 aire de repos, béton blanc marbre et galets, 5 × 12 × 6 m, lycée Sévigné, à Mayenne.
- 1973 aire ludique, blocs d'ardoise sur socle, CES à Renazé.
- 1974 sculpture-jeu, béton blanc ardoise et galets, CES Jules-Ferry, à Mayenne.
- 1975 mosaïque "Lejour et la Nuit", émaux et galets, 3 × 9 m, groupe scolaire Paul Bert, à Sens.
- 1976 sculpture et mosaïque "Point de rencontre", CES de Landivy.
- 1977 deux fontaines de cuivre, école maternelle de Bonchamps-les-Laval.
- 1978 mosaïque "Industrie et Agriculture", à Saint-Denis-les-Sens.
- 1978 sculpture de laiton et mosaïques "Les quatre éléments", CES Jules-Ferry, à Mayenne.
- 1979 sculpture de laiton "Les quatre saisons", école de Bras, à Mayenne.
- 1979 petit point de rencontre avec sculptures "La Genèse", groupe scolaire du Bourny.
- 1979 patio aire de repos avec cheminements et sculptures "Les quatre points cardinaux", CES de Conlie en Sarthe.
- 1980 sculpture en béton de marbre blanc "L'envol", groupe scolaire de Changé-les-Laval.
- 1980 petite sculpture jeu "Le polypode", école maternelle de Villaines-la Juhel.
- 1981 sculpture en béton de marbre blanc et mosaïques en smaltes de verre "Les quatre éléments" : LEP de Château-du-Loir. Mosaïque murale en smaltes de verre "Le Fou, Ici Belle et la Bête", groupe scolaire de Villaines-la-juhel.
- 1982 fontaine de pierres du Chables "Les points cardinaux", Villaines-la-juhel.
- 1987 panneaux de mosaïques "Matière, Esprit et Magie",

hall d'entrée de l'hôpital de Villaines-la-juhel.
- 1992 espace de mémoire, sculpture exécutée à partir d'instruments aratoires anciens, à Saint-Thomas.
- 1999 "La fontaine aux grenouilles", à Villaines-la-juhel.